# 林姿妤
林姿妤（2000年6月23日—）是台灣帕拉桌球選手，代表中華台北隊參加2024年夏季帕運WD20女雙比賽，與田曉雯獲得銀牌。她曾於2022年亞洲帕拉運動會上贏得三枚獎牌（兩金一銀）。

## 外部連結
- 林姿妤的Instagram帳戶